# Ferdinand Schirren
Ne doit pas être confondu avec Fernand Schirren.
Ferdinand Schirren, né à Anvers en 1872 et mort à Bruxelles en 1944, est un artiste peintre fauve et sculpteur belge.

## Biographie
Ferdinand Schirren naît de parents originaires de Riga (Lettonie).
À l'Académie de Bruxelles, il se forme d'abord à la sculpture, sous la direction de Jef Lambeaux.
Une crise morale est à l'origine de son orientation vers la peinture, au moment où de nombreux jeunes artistes belges se montrent sensibles aux expériences des Fauves. L'aquarelle le requiert particulièrement jusqu'à la Première Guerre mondiale. 
Il est membre de l'association d'artistes Labeur. Il simplifie alors les formes et les restitue par de grands aplats de couleur. 
Dans les années 1910, ses toiles font de lui l'un des représentants majeurs du mouvement que l'on appellera plus tard le fauvisme brabançon, aux côtés de Rik Wouters.
Il s'oriente vers une synthèse du volume réaliste qui, dans le portrait de la théosophe Madame Blavatsky (coll. privée), se ressent d'une découpe précubiste.  Il fut sans doute en Belgique le premier à saisir les possibilités inédites que procurait la simplification expressive de la forme et de la couleur (premières aquarelles fauves de 1906). 
L'immédiate maturité de son fauvisme guida les Brabançons, et notamment Rik Wouters à ses débuts, et en 1912, trois expositions personnelles le situent parmi les jeunes maîtres belges.
Au cours de la guerre 1914-1918, il réalise ses premières toiles fauves par un coup de brosse velouté, il évite la fragmentation des tons et assure à la couleur tout son pouvoir expressif par d'audacieux contrastes. 
Comme la plupart de ses compagnons brabançons, il s'éprend vers 1918 de formes plus construites et il atténue la hauteur des tons, cerne davantage la forme pour la porter vers un expressionnisme personnel, moins sauvage que chez les peintres de Laethem-Saint-Martin (Gand).
Coloriste et lyrique par nature, il revient vers la fin des années vingt à un fauvisme plus discipliné, d'une intense poésie, privilégiant la nature morte à la fin de sa vie. 
Il est le père du compositeur, musicien et pédagogue belge Fernand Schirren.

## Œuvre
La Femme au piano (1917), conservée à Bruxelles, est considérée comme son chef-d'œuvre. 
- Anvers : Musée royal des beaux-arts :
  - Nu, huile sur toile, 90 × 74 cm[3]
  - Paysage, aquarelle sur papier, 50 × 60 cm[4]
  - Nature morte, pastel et aquarelle sur papier, 74 × 84 cm[5]
- Bruxelles : Musées royaux des beaux-arts :
  - Au jardin, 1906, aquarelle sur papier, 70 × 54 cm[6]
  - La Femme au piano, 1915-1917, huile sur toile, 136 × 151 cm[7]
  - La Femme en bleu, 1921, huile (sur huit pièces de toile), 165 × 140 cm[8]
- Musée d'Ixelles
- Femme avec une cruche, huile sur toile, 118 × 97 cm, collection privée, vente 2024[9]

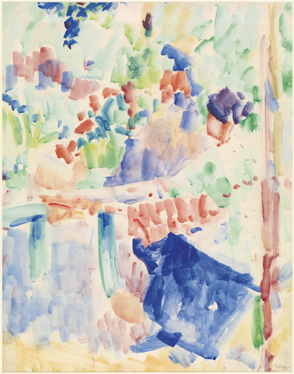
Au jardin, 1906 Musées royaux des beaux-arts
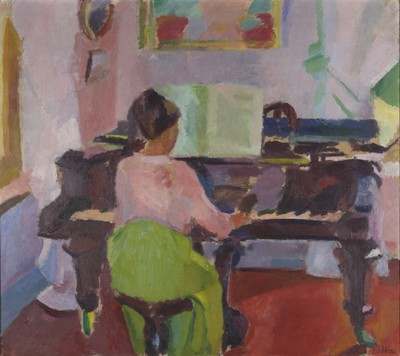
La Femme au piano, 1915-1917 Musées royaux des beaux-arts
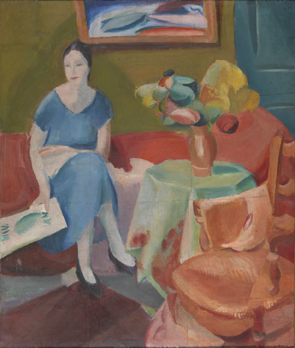
La Femme en bleu, 1921 Musées royaux des beaux-arts
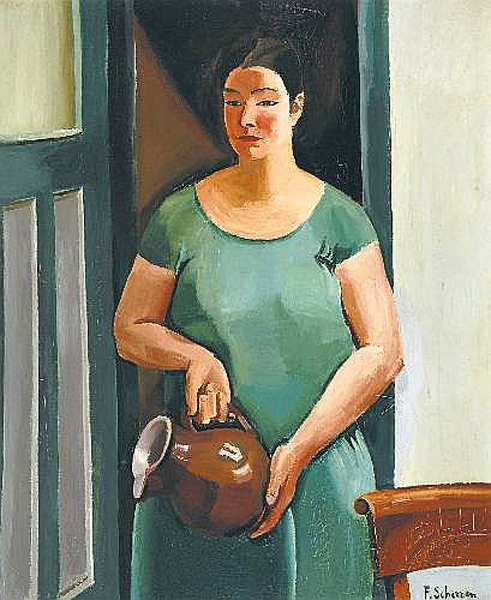
Femme avec une cruche Collection privée

## Postérité
Les Musées royaux des beaux-arts de Belgique à Bruxelles ont consacré une exposition à cet artiste de novembre 2011 à mars 2012.